# Élection présidentielle béninoise de 2016
L’élection présidentielle béninoise de 2016 a lieu les 6 et 20 mars 2016 au Bénin afin d'élire le successeur de Thomas Boni Yayi à la présidence du Bénin. Le scrutin voit la victoire de Patrice Talon au second tour contre Lionel Zinsou.

## Contexte
Le président Thomas Boni Yayi, a été élu en 2006, puis réélu en 2011. Après deux mandats, la constitution du Bénin lui interdit de se représenter.

## Dates du scrutin
Un premier tour est le 28 février. Le premier tour est par la suite reporté d'une semaine, au 6 mars. Le second tour est le 20 mars.

## Candidats
48 candidatures ont été validées par la Commission électorale nationale autonome (Cena) :
- Lionel Zinsou, Premier ministre, Forces Cauris pour un Bénin émergent (FCBE)
- Sébastien Ajavon
- Abdoulaye Bio Tchané, Alliance pour un Bénin triomphant (ABT)
- Robert Gbian, Alliance Soleil
- Pascal Koupaki, Forces cauris pour un Bénin émergent (FCBE)
- Patrice Talon
- Éric Camille Houndété
- Issa Salifou
- Marcel Alain de Souza
- Nassirou Arifari Bako
- Issifou Kogui N'Douro
- Jean-Alexandre Hountondji
- Victor Prudent Topanou
- Fernand Amoussou
- Christian Enoch Lagnidé
- Simon Pierre Adovelandé
- Gatien Houngbédji
- Issa El-hadj Azizou
- Soumanou Issifou Moudjaïdou
- Omer Rustique Guézo
- Marie-Elise Gbèdo
- Rhétice Franchis Dagba
- Atao Mohamed Hinnouho
- Aristide da Costa
- Youssao Aboudou Saliou
- Karimou Chabi Sika
- Bonaventure Aké Natondé
- Daniel Edah , Mouvement pour la Prospérité Solidaire (MPS)
- Zoulkifl Salami
- Issa Soulé Badarou
- Kessilé Tchala
- Louis Akanni
- Célestine Zanou
- Bertin Koovi Segbowe
- Agboessi Noumonvi Cloubou
- Agbessi Ladislas Prosper
- Zacharie Goudali
- Augustin Yaovi Tchemandon
- Vizir Babatunde Olofindji
- Richard Sènou
- Philippe Aboumon
- Kamarou Fassassi
- Gabriel Laurex Ajavon
- Jean Yves Sinzogan
- Célestin Adandedjan
- Élisabeth Agbossaga-Djawad
- Jean Chabi Orou
- Thierry Majesty Adjovi

## Résultats
| Candidat                  | Candidat                    | Parti                     | 1er tour  | 1er tour | 2d tour   | 2d tour |
| Candidat                  | Candidat                    | Parti                     | Voix      | %        | Voix      | %       |
| ------------------------- | --------------------------- | ------------------------- | --------- | -------- | --------- | ------- |
|                           | Lionel Zinsou               | FCBE                      | 858 080   | 28,43    | 1 076 061 | 34,63   |
|                           | Patrice Talon               | Indépendant               | 746 528   | 24,73    | 2 030 941 | 65,37   |
|                           | Sébastien Ajavon            | Indépendant               | 693 084   | 22,96    |           |         |
|                           | Abdoulaye Bio Tchané        | ABT                       | 262 389   | 8,69     |           |         |
|                           | Pascal Koupaki              | NC                        | 177 251   | 5,87     |           |         |
|                           | Robert Gbian                | AS                        | 46 634    | 1,54     |           |         |
|                           | Fernand Amoussou            | Indépendant               | 35 390    | 1,17     |           |         |
|                           | Issa Salifou                | Indépendant               | 30 855    | 1,02     |           |         |
|                           | Bonaventure Aké Natondé     | Indépendant               | 26 501    | 0,88     |           |         |
|                           | Nassirou Arifari Bako       | Indépendant               | 19 012    | 0,63     |           |         |
|                           | Atao Mohamed Hinnouho       | Indépendant               | 12 441    | 0,41     |           |         |
|                           | Saliou Youssao Aboudou      | Indépendant               | 12 215    | 0,40     |           |         |
|                           | Bertin Koovi Segbowe        | Indépendant               | 11 292    | 0,37     |           |         |
|                           | Richard Sènou               | Indépendant               | 8 123     | 0,27     |           |         |
|                           | Karimou Chabi Sika          | Indépendant               | 7 351     | 0,24     |           |         |
|                           | Zoulkifl Salami             | Indépendant               | 6 782     | 0,22     |           |         |
|                           | Élisabeth Agbossaga-Djawad  | Indépendante              | 5 802     | 0,19     |           |         |
|                           | Issifou Kogui N'douro       | Indépendant               | 5 130     | 0,17     |           |         |
|                           | Zacharie Goudali            | Indépendant               | 4 998     | 0,17     |           |         |
|                           | Kamarou Fassassi            | Indépendant               | 4 820     | 0,16     |           |         |
|                           | Gabriel Laurex Ajavon       | Indépendant               | 4 371     | 0,14     |           |         |
|                           | Marcel Alain de Souza       | Indépendant               | 4 247     | 0,14     |           |         |
|                           | Issa El-hadj Azizou         | Indépendant               | 4 143     | 0,14     |           |         |
|                           | Omer Rustique Guézo         | Indépendant               | 3 999     | 0,13     |           |         |
|                           | Jean-Alexandre Hountondji   | Indépendant               | 3 893     | 0,13     |           |         |
|                           | Daniel Edah                 | Indépendant               | 3 694     | 0,12     |           |         |
|                           | Marie-Elise Gbèdo           | Indépendante              | 3 597     | 0,12     |           |         |
|                           | Christian Enoch Lagnidé     | Indépendant               | 3 391     | 0,11     |           |         |
|                           | Issa Soulé Badarou          | Indépendant               | 3 380     | 0,11     |           |         |
|                           | Simon Pierre Adovelandé     | Indépendant               | 2 858     | 0,09     |           |         |
|                           | Soumanou Issifou Moudjaïdou | Indépendant               | 2 648     | 0,09     |           |         |
|                           | Gatien Houngbédji           | Indépendant               | 2 287     | 0,08     |           |         |
|                           | Kessile Tchalla Sare        | Indépendant               | 1 272     | 0,04     |           |         |
|                           |                             |                           |           |          |           |         |
| Suffrages exprimés        | Suffrages exprimés          | Suffrages exprimés        | 3 018 458 | 96,28    | 3 107 002 | 98,99   |
| Votes blancs et invalides | Votes blancs et invalides   | Votes blancs et invalides | 116 530   | 3,72     | 31 622    | 1,01    |
| Total                     | Total                       | Total                     | 3 134 988 | 100      | 3 138 624 | 100     |
| Abstentions               | Abstentions                 | Abstentions               | 1 611 360 | 33,95    | 1 607 724 | 33,87   |
| Inscrits / participation  | Inscrits / participation    | Inscrits / participation  | 4 746 348 | 66,05    | 4 746 348 | 66,13   |

Représentation des résultats du second tour :
| Patrice Talon (65,67%) |  |  | Lionel Zinsou (34,63 %) |
| ▲                      |  |  |                         |
| Majorité absolue       |  |  |                         |

## Suites
Lionel Zinsou admet sa défaite dès le lendemain du second tour après la publication des résultats provisoires et des estimations de l'Institut Béninois des Sondages annonçant près de 65 % des votes exprimés en faveur de Patrice Talon.